# Otto Strasser
Otto Johann Maximilian Strasser (tysk: Straßer, se ß) (10. september 1897 – 27. august 1974) var en tysk politiker og medlem af det nazistiske parti. Otto Strasser var sammen med sin bror Gregor Strasser begge medlemmer af Hitlers NSDAP, men brød med dette. Otto Strasser var stifteren af Die Schwarze Front i 1930, en gruppe som skulle splitte nazistpartiet og overtage det efter Hitler. Fra Hitlers magtovertagelse i 1933 var Strasser i eksil. Han vendte efter 2. verdenskrig tilbage til Tyskland i 1955.

### Trykte kilder
- Karl Otto Paetel: Otto Strasser und die „Schwarze Front“ des „wahren Nationalsozialismus“. In: Politische Studien. Zweimonatsschrift für Politik und Zeitgeschehen. Band 8.1957. Hanns-Seidel-Stiftung, München 1957, ISSN 0032-3462, S. 269-281.